# Sonderkommando van Auschwitz

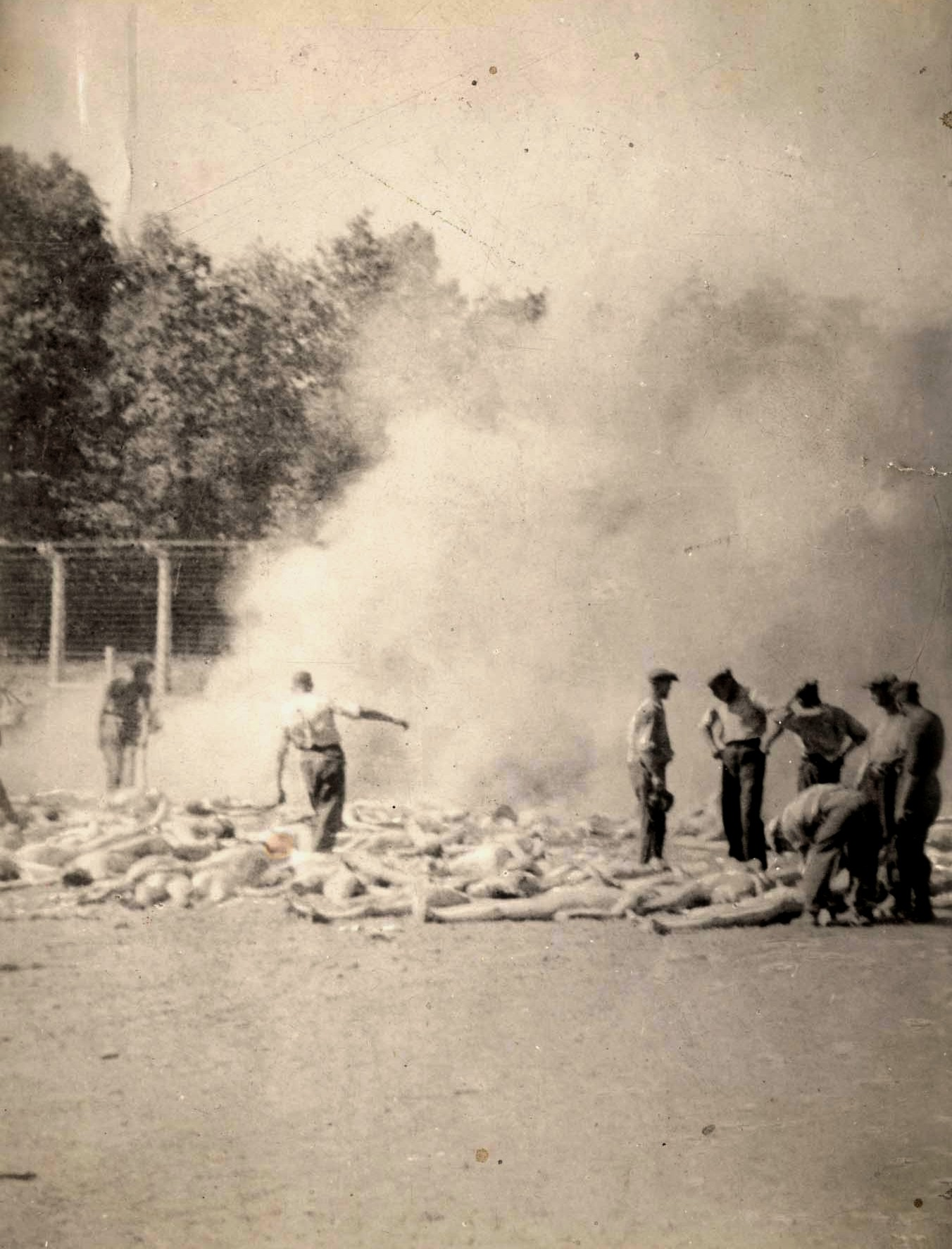
Leden van het Sonderkommando bezig met het verbranden van lijken. In het geheim gemaakte foto, augustus 1944

Het Sonderkommando van Auschwitz was een Sonderkommando werkzaam in Auschwitz-Birkenau samengesteld uit Joodse gevangenen die dwangarbeid verrichtten in de crematoria II-V van het vernietigingskamp.
Taken waren het geruststellen van de slachtoffers bij het betreden van de gaskamer door te vertellen dat het een doucheruimte was, ze de gaskamer indrijven, en de lijken eruit slepen. Vervolgens moesten ze de herbruikbare delen van de lijken scheidden: ze braken gouden tanden en kiezen uit de mond van de doden, en knipten bij vrouwen het lange haar af. De lijken werden door hen in een van de verbrandingsovens geschoven. Bij crematorium IV en V werden lijken ook in de buitenlucht verbrand.
Het goud werd in het crematorium omgesmolten en als goudstaven naar de Reichsbank overgebracht. De mensenharen werden gerecycled. De as van de verbrande lijken werd door hen in kuilen of in de nabijgelegen rivier de Soła gegooid. De kleren werden voor hergebruik door het Kanada-kommando gesorteerd.
In het kamp hadden de Sonderkommando's twee eigen baraken en een relatief beschermde status. Bij dienstverzuim volgde echter onmiddellijk een liquidatie. Sommigen kozen toch de weg van verzet met het bijbehorende risico omdat zij het werk psychisch niet volhielden. Op 7 oktober 1944 ontstond de opstand in Auschwitz vanuit het Sonderkommando aldaar.
Na de opstand zijn Henry Bronkhorst, Maurice Schellekes en  Josef van Rijk nog in leven. Wanneer de Russen naderen beginnen de dodenmarsen om het kamp te ontruimen. Als enige weet Henry Bronkhorst zich onder de andere gevangenen te mengen en zo in Auschwitz te blijven tot de bevrijding door de Russen op 27 januari 1945. De rest wordt gedwongen mee te gaan met de dodenmarsen: Maurice en Josef verlaten Auschwitz. 
Getuigenissen van het werk zijn beschikbaar doordat sommigen niet door de SS zijn vermoord, en ook doordat enkelen hun getuigenissen verstopten voordat ze werden vermoord, waarbij die later zijn teruggevonden. Ook zijn in het geheim foto's gemaakt, die uit het kamp gesmokkeld zijn, de Sonderkommandofoto's. 
Maurice Schellekes (1922 - 1988) en Josef van Rijk (1920 - 1999), hebben getuigenis- verklaringen kunnen afleggen. Henry Bronkhorst (1906 - 1985) legde geen verklaring af. 